# Lista de cortes de tênis

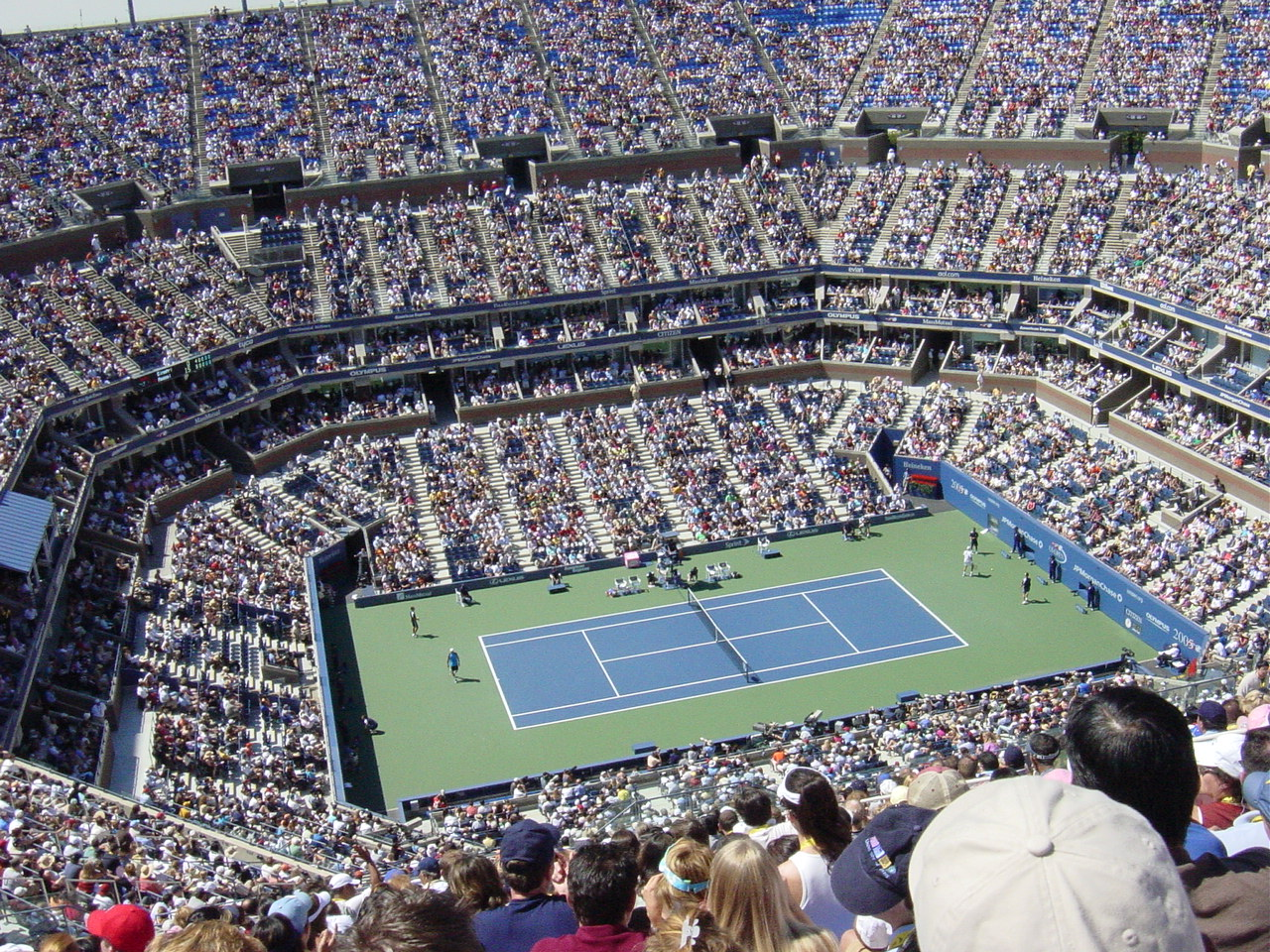
Arthur Ashe Stadium, construída em 1997, localizada em Nova York, para o US Open

Esta é uma lista  das quadras  de tênis divididas por país.

## Austrália
- Rod Laver Arena - Melbourne

## Canadá
- Rexall Centre - Toronto
- Stade Uniprix - Montreal

## França
- Court Philippe Chatrier - Paris

## Emirados Árabes Unidos
- Abu Dhabi International Tennis Complex - Abu Dhabi

## Grécia
- Olympic Tennis Centre - Atenas

## Reino Unido
- Centre Court - Londres

## Estados Unidos
- Arthur Ashe Stadium - Nova York
- ATP Center Court - Mason
- Indianapolis Tennis Center - Indianapolis
- Main Tennis Center - Indian Wells
- Louis Armstrong Stadium - Nova York
- Newport Casino - Newport
- Tennis Center at Crandon Park - Key Biscayne
- Tennis Center Stadium - New Haven